# Proyecto negro

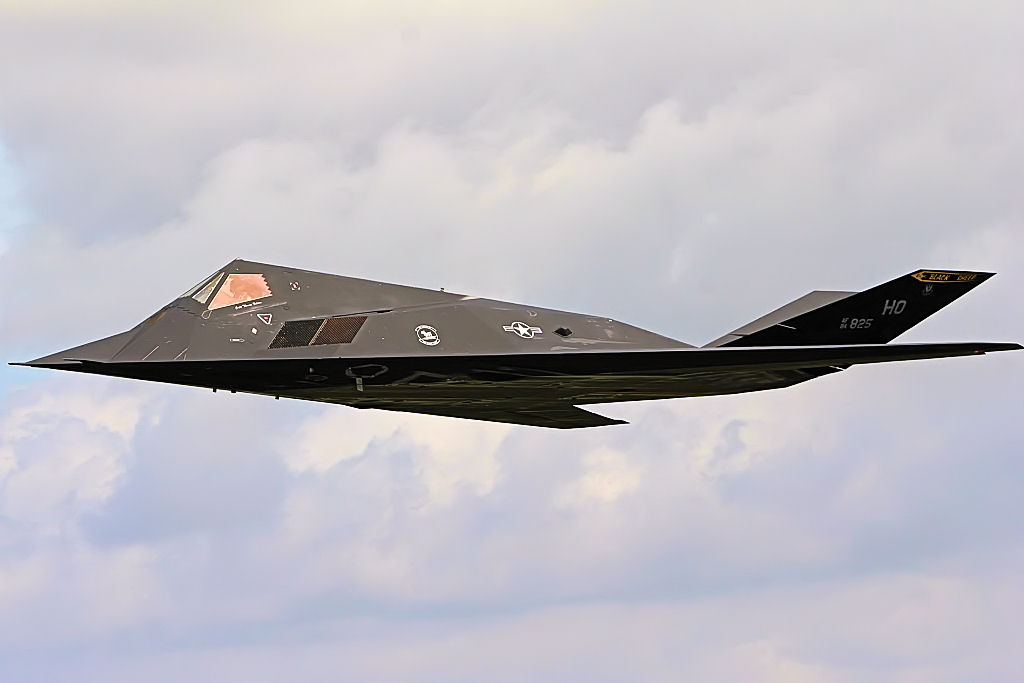
Avión Furtivo Lockheed F-117 "Nighthawk" Desarrollado durante el proyecto negro, cuenta con una velocidad máxima de 1,100 km/h.

El Proyecto Negro (del idioma inglés: Black Project), es un proyecto de defensa militar secreto, no reconocido por el gobierno, ni por el personal militar ni por los contratistas de defensa. Ejemplos similares de aviones militares de los Estados Unidos desarrollados como proyectos negros son el F-117, y el bombardero B-2, que fueron clasificados como secreto y negados al público.

## Publicaciones legales
Los programas negros han sido muy criticados por violar los ingresos y la cláusula de gastos de la Constitución de los Estados Unidos. El Artículo uno de la Constitución de los Estados Unidos de América de la Sección 9 y la cláusula 7 requiere que el gobierno publique " una Declaración regular y la Cuenta de los Ingresos de los Gastos de todo el Dinero público". 

### Publicaciones del presupuesto
Como parte de estos programas negros no son revelados en la parte oficial del presupuesto de los Estados Unidos, los críticos afirman que esto viola la Constitución de los Estados Unidos. Parcialmente para disuadir a los críticos, el Departamento de Defensa de los Estados Unidos deja de lado una parte grande de su presupuesto anual como el "presupuesto negro". Este dinero, como se dice, es dividido en partes sin revelar entre todos los proyectos negros de modo que un registro de ese dinero público se gaste sin estar totalmente y previamente disponible. Hay alguna que otra reclamación, no todos estos proyectos son financiados de este modo; por ejemplo, el Proyecto Montauk— considerado por todos, excepto por los teóricos de la conspiración, como ficticio— como se decía, era financiado por mil millones de dólares en el oro confiscado Nazi.